# Mimosa caerulea
Mimosa caerulea är en ärtväxtart som beskrevs av Joseph Nelson Rose. Mimosa caerulea ingår i släktet mimosor, och familjen ärtväxter. Inga underarter finns listade i Catalogue of Life.